# Menard (Texas)
Menard ist die Bezirkshauptstadt und Sitz der Countyverwaltung (County Seat) des Menard County im US-Bundesstaat Texas in den Vereinigten Staaten. Das U.S. Census Bureau hat bei der Volkszählung 2020 eine Einwohnerzahl von 1.348 ermittelt.

## Geographie
Die Stadt liegt am San Saba River, etwas südwestlich des geografischen Zentrums von Texas, an der Zusammenführung des U.S. Highway 83 mit dem U.S. Highway 190 und hat eine Gesamtfläche von 5,3 km².

## Demografische Daten
Nach der Volkszählung im Jahr 2000 lebten hier 1.653 Menschen in 666 Haushalten und 438 Familien. Die Bevölkerungsdichte betrug 309,8 Einwohner pro km². Ethnisch betrachtet setzte sich die Bevölkerung zusammen aus 84,94 % weißer Bevölkerung, 0,67 % Afroamerikanern, 0,60 % amerikanischen Ureinwohnern, 0,36 % Asiaten, 0,06 % Bewohnern aus dem pazifischen Inselraum und 11,98 % aus anderen ethnischen Gruppen. Etwa 1,39 % waren gemischter Abstammung und 39,32 % der Bevölkerung waren spanischer oder lateinamerikanischer Abstammung.
Von den 666 Haushalten hatten 31,8 % Kinder unter 18 Jahre, die im Haushalt lebten. 50,2 % davon waren verheiratete, zusammenlebende Paare. 10,8 % waren allein erziehende Mütter und 34,1 % waren keine Familien. 31,4 % aller Haushalte waren Singlehaushalte und in 20,0 % lebten Menschen, die 65 Jahre oder älter waren. Die Durchschnittshaushaltsgröße betrug 2,42 und die durchschnittliche Größe einer Familie belief sich auf 3,03 Personen.
27,2 % der Bevölkerung waren unter 18 Jahre alt, 6,0 % von 18 bis 24, 23,7 % von 25 bis 44, 22,6 % von 45 bis 64, und 20,6 % die 65 Jahre oder älter waren. Das Durchschnittsalter war 40 Jahre. Auf 100 weibliche Personen aller Altersgruppen kamen 97,3 männliche Personen. Auf 100 Frauen im Alter von 18 Jahren und darüber kamen 87,5 Männer.

Das jährliche Durchschnittseinkommen eines Haushalts betrug 19.698 USD, das Durchschnittseinkommen einer Familie 27.125 USD. Männer hatten ein Durchschnittseinkommen von 21.094 USD gegenüber den Frauen mit 17.857 USD. Das Prokopfeinkommen betrug 12.768 USD. 33,1 % der Bevölkerung und 26,5 % der Familien lebten unterhalb der Armutsgrenze. Davon waren 45,4 % Kinder und Jugendliche unter 18 Jahren und 28,2 % waren 65 oder älter.